# Camptobasidium hydrophilum
Camptobasidium hydrophilum är en svampart som beskrevs av Marvanová & Suberkr. 1990. Camptobasidium hydrophilum ingår i släktet Camptobasidium, klassen Microbotryomycetes, divisionen basidiesvampar och riket svampar.   Inga underarter finns listade i Catalogue of Life.